# والمرود (فرباندسگماینده)
والمرود (به آلمانی: Verbandsgemeinde Wallmerod) یک منطقهٔ مسکونی در آلمان است که در وستروالدکرایس واقع شده‌است.